# Iodoform
Iodoformul (din greaca ioeides = violet, iod + latina formica = furnică) sau triiodmetanul este un compus organic halogenat cu iod, cu formula CHI3, mult utilizat în trecut ca antiseptic local sub formă de pastă în tratamentul rănilor și abceselor și ca tifon steril impregnat cu pastă pentru tamponarea cavităților după chirurgia orală și otorinolaringologică. Este o pulbere cristalină, de culoare galbenă, cu miros caracteristic, neplăcut și persistent, foarte puțin solubil în apă, solubil în alcool, cloroform, eter, glicerină, benzen și acetonă. Se obține sintetic din iodură de sodiu (NaI), acetonă și soluție de hipoclorit alcalin. A fost descoperit în 1822 de Georges Serullas. Iodoformul se folosește astăzi în stomatologie (sub formă de meșe sau paste iodoformate) și în medicina veterinară (pur sau amestecat cu alte substanțe) în aplicații externe în tratamentul plăgilor, ulcerelor, fistulelor și javartului cartilaginos la cabaline, bovine, ovine, caprine, suine, canide și păsări. Datorită reacțiilor adverse (encefalopatii, erupții cutanate eritematoase) în prezent este înlocuit cu antiseptice mai eficiente și mai puțin toxice.